# El Cucador
El Cucador es una localidad española del municipio almeriense de Zurgena, en la comunidad autónoma de Andalucía.

## Geografía
El Cucador pertenece judicialmente al partido de Huércal-Overa. El gentilicio de sus habitantes es cucadoreño. En 2021 contaba con una población censada de 312 habitantes.

## Historia
La localidad era mencionada hacia mediados del siglo XIX como un caserío del término municipal de Zurgena. Aparece descrita en el séptimo volumen del Diccionario geográfico-estadístico-histórico de España y sus posesiones de Ultramar de Pascual Madoz de la siguiente manera:

CUCADOR: caserio en la prov. de Almeria, part. jud. de Huercalovera, y térm jurisd. de Zurgena.
(Madoz, 1847, p. 201)